# São Bonifácio
São Bonifácio este un oraș în Santa Catarina (SC), Brazilia.